# Мушиши
Мушиши (јап. 蟲師, Mushishi) је манга коју је написала и илустровала Јуки Урушибара. Серијализовала се у две Коданшине манга ревије; прво у Afternoon Season Zōkan-у од 1999. до 2002., па у Afternoon-у од децембра 2002. до августа 2008. године. Поглавља су сакупљена у десет танкобона.
Манга је произвела аниме адаптацију. Прва сезона, сачињена од 26 епизода, емитовала се од октобра 2005. до јуна 2006. године на јапанским каналима Fuji Television и BS Fuji. Друга сезона, сачињена од 20 епизода и два специјала, емитовала се 2014. године на каналима Tokyo MX, GTV, BS11. 
Серијал је такође адаптиран у један анимирани и један играни филм. Играни филм је емитован 2006., док је анимирани изашао 2015. године.
Манга је доживела позитиван пријем, са преко 3,8 милиона продатих примерака. И манга и аниме су освојили пар награда, као што су Коданшина награда за манге и Токијска награда за аниме.

## Синопсис
Свет Мушишија је алтернативна верзија Јапана између Едо и Меиџи периода, у коме је Јапан још увек „затворена земља“. У овом свету постоје натприродна бића звана Муши, која су веома примитивног облика; до те мере да их већина људи не види. Гинко, протагониста приче, може да их види. Он је путујући апотекар и Мушиши („Муши мајстор“) који помаже људима да се реше опаснијих Мушија, уједно их учећи да Мушији нису зла бића, већ да се као и ми труде да преживе.

## Франшиза

### Манга
Мангу Мушиши написала је и илустровала Јуки Урушибара. Оригинално је објављена у виду једнократне приче у Коданшиној манга ревији Afternoon, 25. јануара 1999. године. Почела је серијализацију исте године, и до 2002. се објављивала у Afternoon Season Zōkan-у. Крајем године, 25. децембра, прешла је у Afternoon и 25. августа 2008. завршила серијалзацију. Коданша је поделила поглавља у десет танкобона; први је изашао 20. новембра 2000., а последњи 21. новембра 2008. године. Манга је такође објављена у аизобан формату; први том изашао је 21. новембра 2013., а последњи 23. јула 2014. године.
Два додатна поглавља објављена су 25. новембра и 25. децембра 2013. године. Наредне године, 23. априла, спојена су у један том под називом „Мушиши Токубецу-хен: Хихамукаге”. Манга је потом имала још једно специјално поглавље, објављено 25. марта 2021. године у Afternoon-у.

### Аниме
Манга је адаптирана у аниме серијал настао у продукцији студија Артланд, и компанија Marvelous Entertainment, Avex Entertainment и SKY Perfect Well Think, које заједно чине „Мушиши одбор“. Режију је вршио Хироши Нагахама. Први део серијала сачињен је од 26. епизода. Првих 20 епизода емитовало се од 23. октобра 2005. до 12. марта 2006. године на јапанском каналу Фуџи ТВ. Остатак се емитовао на БС Фуџију у периоду од 14. маја до 18. јуна 2006. године.
Два додатна поглавља („Мушиши Токубецу-хен: Хихамукаге”) су такође адаптирана у један специјал, на енглеском познат као The Shadow That Devours the Sun. Специјал је емитован 4. јануара 2014. године на каналима Tokyo MX, Tochigi TV, Gunma TV, и BS11, и стриминг сервису Niconico.
Друга сезона серијала, позната као „Мушиши: Зоку-Шо” (енгл. Mushi-Shi -Next Passage), састоји се од 20 епизода. Првих десет епизода емитовало се од 5. априла до 21. јуна 2014. године, након чега је емитован још један специјал, „Мушиши Токубецу-хен: Одоро но Мичи” (енгл. Mushi-Shi -Next Passage-: Path of Thorns), 20. августа исте године. Остатак епизода емитовао се од 19. октобра до 21. децембра.
Серијал је потом добио наставак у виду анимираног филма. Емитован је 16. маја 2015. године под називом „Мушиши Зоку-Шо: Сузу но Шизуку” (енгл. Mushi-Shi -Next Passage -: Bell Droplets).

### Играни филм
Мушиши је адаптиран у играни филм, на енглеском познат као Bugmaster и Mushi-Shi: The Movie. Премијерно приказан 2006. године на Фестивалу филма у Венецији, режију филма вршио је Кацухиро Отомо (Акира), док је главну улогу тумачио Џо Одагири. Пуштен је у јапанске биоскопе 24. марта 2007. године.

### Остало
Серија је произвела неколико водича и уметничких књига. Издавачка кућа Коданша је 23. јануара 2006. године објавила водич под називом „Званична Мушиши књига“. Наредне године, 30. јуна и 20. јула, објављене су две уметничке књиге. Још два водича, овај пут за аниме адаптацију, објављена су 23. априла  (Утаге-хен) и 14. маја (Одоро-хен) 2014. године. Наредне године, 19. јуна, објављена је Мушиши књига великог формата.
Музику серије компоновао је Тошио Масуда. Објављена су два саундтрека за прву сезону, 24. марта и 23. јула 2006. године. Саундтрек за другу сезону објављен је 25. јуна 2015. године.
Серија је такође произвела видео игрицу за Nintendo DS конзолу. Објављена је 31. јануара 2008. године под називом „Мушиши: Амефуру Сато”.
У периоду од 18. до 29. марта 2015. године одржано је сценско читање првих шест поглавља манге. Догађај је организовао директор аниме адаптације Хироши Нагахама, док је текст прерадио Касуаки Накамура. Глумци из аниме адаптације су опет позајмили своје гласове, и цела манифестација је одржана у Токију.

## Пријем
Серијал је освојио неколико награда. Манга је 2003. године добила награду за „одличност“ на седмом Медија Артс фестивалу. Године 2006. освојила је Коданшину награду за манге у општој категорији. На десетом Медија Артс фестивалу, и манга и аниме су били међу првих десет најбољих серијала. Такође 2006. године, аниме је освојио награде у категоријама за најбољу телевизијску серију, уметничку дирекцију (додељено Такашију Вакију) и режију (додељено Касуакију Накамури) на петој додели Токијске аниме награде. Исте године, аниме је заузео тринаесто место на „топ 20“ листи коју спроводи часопис Анимаге. Наредне године, манга је заузела девето, а аниме шесто место на списку за најбоље манге по процени јапанске агенције за културу. Асоцијација књижевности за младе је 2008. године ставила Мушиши на листу „квалитетне и лепе књижевности за тинејџере“.
У Јапану, продато је преко 3,8 милиона примерака манге. Појединачни томови су се често налазили на недељним бестселер листама. Осми том је био девета најпродаванија манга на Амазону за 2007. годину. Последњи том је био 49. на Ориконовој бестселер листи за прву половину 2009. године. У Северној Америци, Мушиши се двапут нашао на „топ 300 графичких романа“ компаније ICv2. Године 2007., на сајту About.com, изгласано је да је Мушиши најбоља сеинен манга објављена у Северној Америци. Шести том је марта 2009. године био бестселер у Малезији.

### Рецензије
Деб Аоки (About.com) је 2007. године доделила Мушишију прво место на свом списку најбољих манги за ту годину, рекавши да је „јединствена, одлично написана, оригинална и приказана на једноставан, али предиван начин“. Карл Кимлинџер (Anime News Network) је исте године ставио аниме адаптацију на прво место, док ју је Ремзи Ишлер ставио на седмо, рекавши додуше да је прича „готово савршена“. Кимлинџер је у својој рецензији написао да прича има „хипнотичан ритам“ и да је представљена из „перспективе натуралисте“.  Џејсон Томсон је у својој рецензији поменуо да ће неким читаоцима манга бити превише монотона, али да у тој „језиво-бајковитој атмосфери“ лежи њена оригиналност. Кен Хејли (Pop Culture Shock) је за мангу рекао да је „пријатна и занимљива,“ док је Шерил Сазински (Sequential Tart) написала да је „кратка, језива и прелепа“. Урпкос томе што је прича епизодичног типа, Џој Ким (Manga Life) сматра да ће њен квалитет натерати читаоце да прочитају све томове. Холи Елингвуд (Active Anime) је такође похвалита ауторкин стил писања, рекавши да је манга пуна „пријатних, суптилних и емотивних прича“. Ед Сајзмор (Comics Worth) и Ави Вајнриб (Comic Book Bin) исто су приметили суптилност приче, рекавши да ће натерати читаоца да „застане и размисли“.
Друга сезона аниме адаптације је такође имала позитиван пријем. Њена ДВД и Блуреј издања често су се нашла на Ориконовој бестселер листи. Џејкоб Хоуп Чапман (Anime News Network) је похвалио континуирани квалитет анимације, и повећани квалитет приче, рекавши: „Мушиши је из одличног серијала прерастао у ремек-дело које је немогуће описати“. Кори Церјак (Fandom Post) је за серијал рекао да има „веома иновативан начин приповедања“. Бен Хубер (Japanator) је похвалио музичку композицију и изглед анимеа, додајуђи такође да се у свакој епизоди налазе занимљиви и добро написани ликови. Ричард Ајзенбајс (Kotaku) је у својој рецензији написао да је сам изглед серије довољан за гледање, али и да је прича „прелепа и суморна— свака епизода је пуна емоција“.

## Спољашњи извори
- (језик: јапански)
- (језик: јапански)